# Klobuky
Klobuky település Csehországban, a Kladnói járásban. Klobuky Stradonice, Páleč, Neprobylice, Úherce, Peruc, Třebíz, Hořešovice, Hořešovičky, Vrbičany és Dřínov településekkel határos. Lakosainak száma 1032 fő (2024. január 1.).

## Népesség
A település lakosságának változását az alábbi diagram mutatja:
| Lakosok száma | 1364 | 1684 | 1772 | 1347 | 1088 | 995  | 1021 | 1009 | 1040 | 1032 |
|               | 1869 | 1890 | 1921 | 1950 | 1980 | 2001 | 2017 | 2019 | 2022 | 2024 |